# Conștiință
A nu se confunda cu Conștiență.

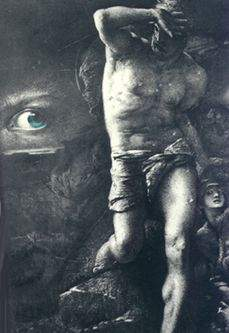
Ilustrație de François Chifflart, pentru La conscience de Victor Hugo.

Conștiința (din latinescul conscientia) este un proces cognitiv care provoacă emoții și asociații raționale bazate pe filosofia morală a unui individ sau pe sistemul său de valori. În termeni comuni, conștiința este adesea descrisă ca ducând la sentimente de remușcare atunci când o persoană comite un act care intră în conflict cu valorile sale morale. Măsura în care conștiința influențează judecata morală înainte de o acțiune și dacă astfel de judecăți morale se bazează sau ar trebui să se bazeze pe rațiune a determinat dezbateri, în mare parte din istoria modernă, între teoriile moderne în juxtapunere la teoriile romantismului și a altor mișcări reacționare după sfârșitul Evului Mediu.
Conștiința privită din punct de vedere religios este legată de o morală inerentă tuturor oamenilor, de un univers binefăcător și/sau de divinitate. Diversele trăsături ritualice, mitice, doctrinare, legale, instituționale și materiale ale religiei pot să nu coincidă neapărat cu considerații experiențiale, emoționale, spirituale sau contemplative despre originea și funcționarea conștiinței. Opiniile laice comune sau științifice privind capacitatea conștiinței ca fiind probabil determinată genetic, subiectul său fiind probabil învățat sau fixat ca parte a unei culturi.
Metaforele folosite în mod obișnuit pentru conștiință includ: „vocea din interior”, „lumina interioară”, sau chiar încrederea lui Socrate în ceea ce grecii au numit „semnul său daimōnic”, o voce interioară (ἀποτρεπτικός apotreptikos) auzită doar când era pe cale să greșească.  Conștiința, așa cum este detaliat în secțiunile de mai jos, este un concept în dreptul național și internațional, este conceput din ce în ce mai mult ca aplicându-se lumii ca un întreg, a motivat numeroase acte notabile pentru binele public și a fost subiectul a numeroase exemple importante în literatură, muzică și film.

## Etimologie și originea termenului
Cuvântul românesc „conștiință” derivă din latinescul conscientia care este o calchiere a grecescului συνειδησις (syneídēsis) compus din syn („cu”, „împreună”) și eídēsis („cunoaștere”). În terminologia filosofică grecească, substantivul syneídēsis desemna funcția primară a rațiunii, aceea de a discerne între bine și rău. Syn impunea cuvântului grecesc două note semantice principale: cea de „repliere spre sine“ a subiectului cunoașterii și cea de „asociere“.
Concluzia că grecescul syneídēsis este o invenție lexicală a filosofilor stoici a întrunit aprobarea majorității cercetătorilor lexicografi și a teologilor. Impunerea termenului conscientia în latină se datorează lui Cicero și Seneca, care au tradus operele stoicilor greci.

## Abordări

### Abordare religioasă

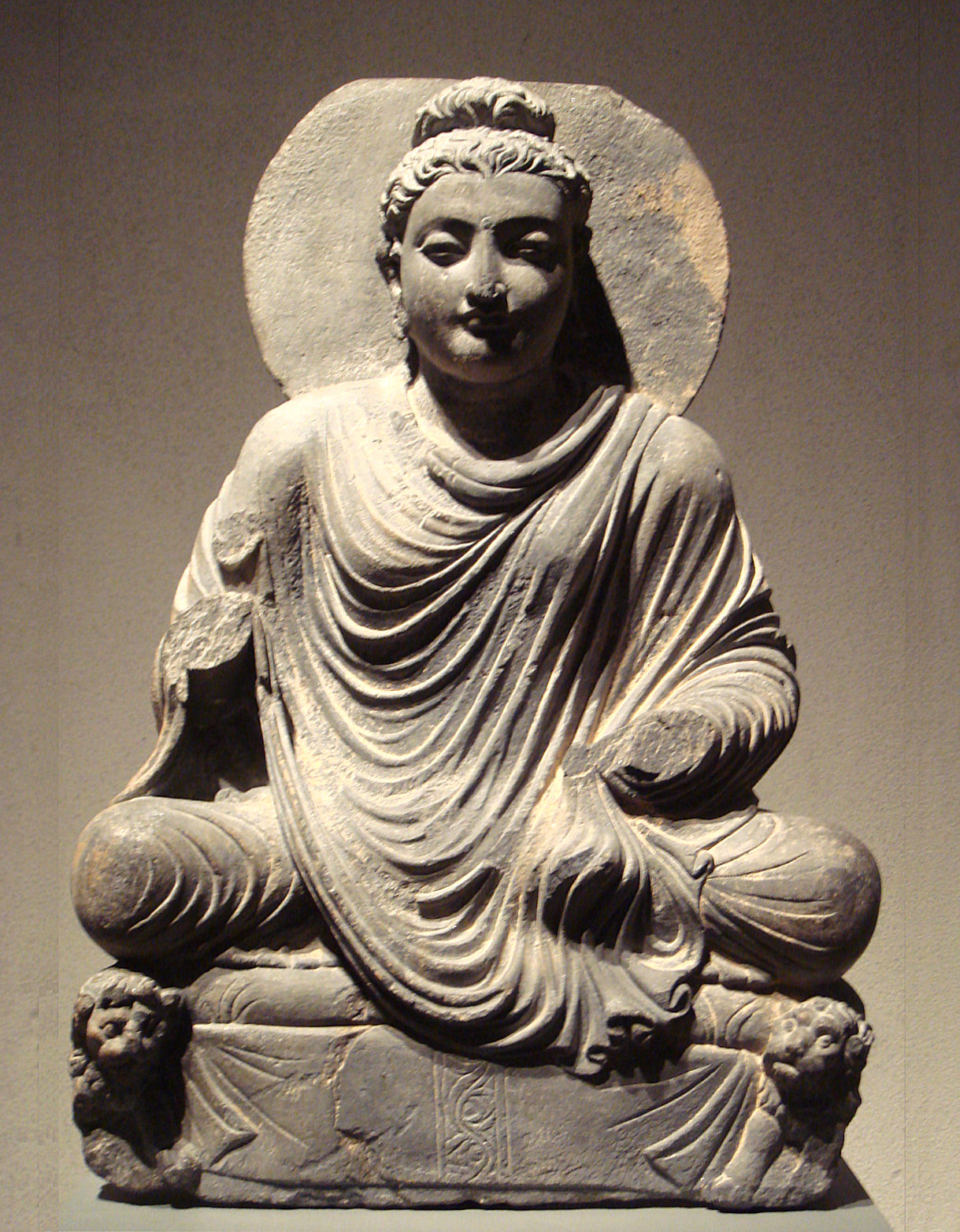
Buddha așezat, Gandhara, secolul al II-lea d.Hr. Buddha a legat conștiința cu compasiunea pentru cei care trebuie să îndure suferința în lume până când o conduită dreaptă culminează cu o înțelegere și o contemplare corectă.

În tradițiile literare ale Upanișadelor, Brahma Sutra și Bhagavad Gita, conștiința este abilitatea de a discerne binele de rău, abilitate dobândită de un suflet la finalizarea actelor și consecința acumulării karmei pe parcursul mai multor vieți. În poemul Vivekachudamani, acțiunea corectă din punct de vedere moral (caracterizată prin îndeplinirea cu umilință și compasiune a datoriei principale a binelui față de ceilalți, fără a aștepta recompensă materială sau spirituală), ajută la „purificarea inimii” și asigură liniștea mentală, însă doar această acțiune de una singură nu ne dă „percepția directă a Realității”. Această cunoaștere necesită discriminare între etern și non-etern și, în cele din urmă, o realizare în contemplare a faptului că sinele adevărat fuzionează într-un univers al conștiinței pure.
În credința zoroastrism, după moarte, un suflet trebuie să fie judecat pe „Podul Hotărârii”; acolo, oamenii răi sunt chinuiți prin negarea prealabilă a naturii lor superioare sau a conștiinței lor și „vor fi oaspeți în toate timpurile pentru Casa Minciunii”. Conceptul chinez de Ren indică faptul că conștiința, împreună cu eticheta socială și relațiile corecte, ajuta oamenii să urmeze Calea (Tao), un mod de viață care reflectă capacitatea umană implicită pentru bunătate și armonie.

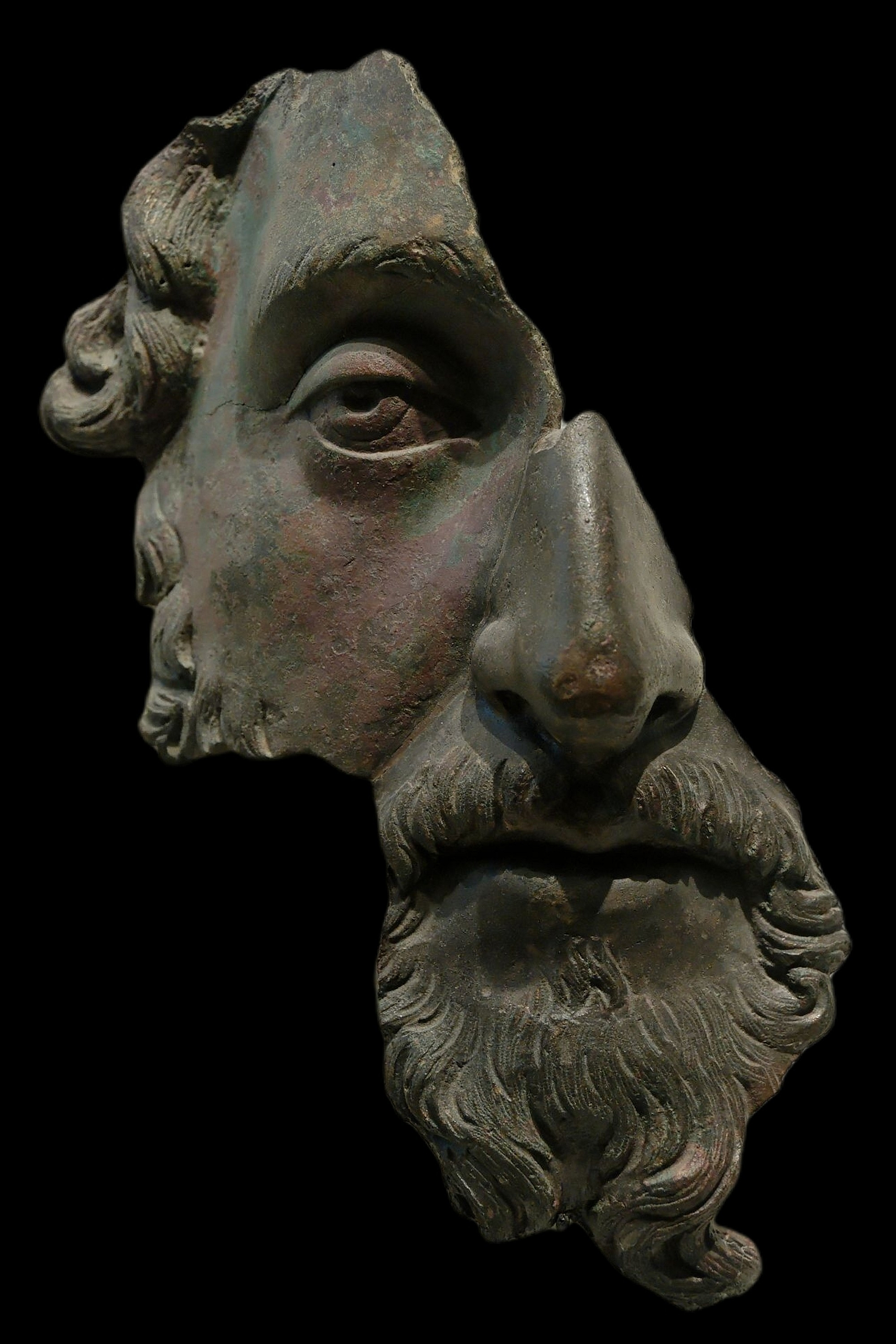
Fragment de bronz reprezentându-l pe Marcus Aurelius, Luvru, Paris: „Arată că înțelegi în ce fel ți s-ar potrivi viața de om bun, pe de o parte împăcat cu ceea ce-i este hărăzit de Întreg și
pe de altă parte mulțumit de propria activitate cinstită și de dispoziția interioară bună”.

Conștiința apare, de asemenea, în budism.. Buddha atașează aspectele pozitive ale conștiinței unei inimi pure și unei minți calme și bine direcționate. Este privită ca o putere spirituală și unul dintre „Gardienii lumii”. Buddha a asociat, de asemenea, conștiința cu compasiunea pentru cei care trebuie să îndure suferința în lume până când o conduită dreaptă culminează cu o înțelegere și o contemplare corectă. Santideva (685–763) a scris în Bodhicaryavatara despre importanța spirituală a perfecționării virtuților precum generozitatea, toleranța și formarea conștientizării pentru a fi ca un „butuc de lemn” în fața viciilor precum mândria sau pofta trupească, astfel încât să putem continua să avansăm către o înțelegere corectă în absorbția meditativă. Conștiința se manifestă astfel în budism ca o iubire lipsită de egoism pentru toate ființele vii care se intensifică treptat și se trezește la o conștientizare mai pură  în care mintea se retrage din interesele senzoriale și devine conștientă de sine însuși ca un întreg unic.
Împăratul roman Marcus Aurelius a scris în Gânduri către sine însuși despre conștiință că ar fi capacitatea umană de a trăi după principii raționale care sunt congruente cu adevărul, liniștea și natura armonioasă a minții noastre și, prin urmare, cu Universul: „Arată că înțelegi în ce fel ți s-ar potrivi viața de om bun, pe de o parte împăcat cu ceea ce-i este hărăzit de Întreg și
pe de altă parte mulțumit de propria activitate cinstită și de dispoziția interioară bună”.
Mulți creștini consideră a-și urma conștiința ca fiind important, sau chiar mai important decât ascultarea autorității umane. O viziune creștină asupra conștiinței ar putea fi: „Dumnezeu ne-a dat conștiință ca să știm când încălcăm Legea Lui; vinovăția pe care o simțim atunci când facem ceva greșit ne spune că trebuie să ne pocăim”. Acest lucru poate conduce uneori la dileme morale: „Mă supun fără rezerve bisericii/preotului/liderului politic/militar sau îmi urmăresc propriul sentiment interior de bine și rău instruit prin rugăciune și o citire personală a Scripturii?”
În Evanghelia după Ioan (10:25–37) Isus spune povestea despre cum un samaritean disprețuit și eretic (vezi Pilda bunului samaritean) care (din compasiune/milă - cuvântul „conștiință” nu este folosit) ajută un străin rănit lângă un drum, se califică mai bine pentru viața veșnică iubindu-și aproapele, decât un preot care trece pe cealaltă parte.

### Abordare laică

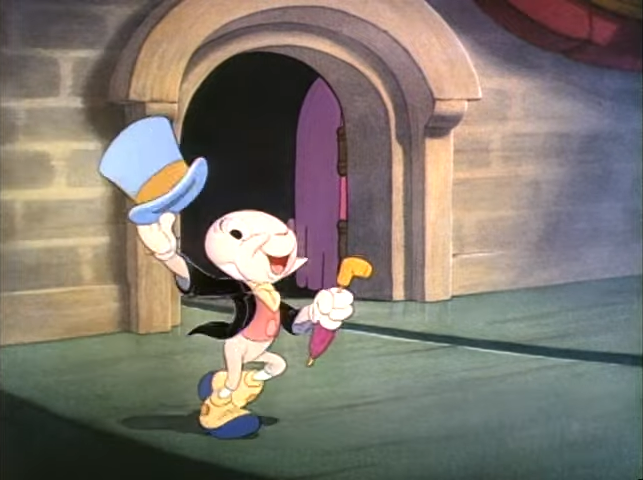
Greierașul Jiminy din Aventurile lui Pinocchio, conștiința lui Pinocchio

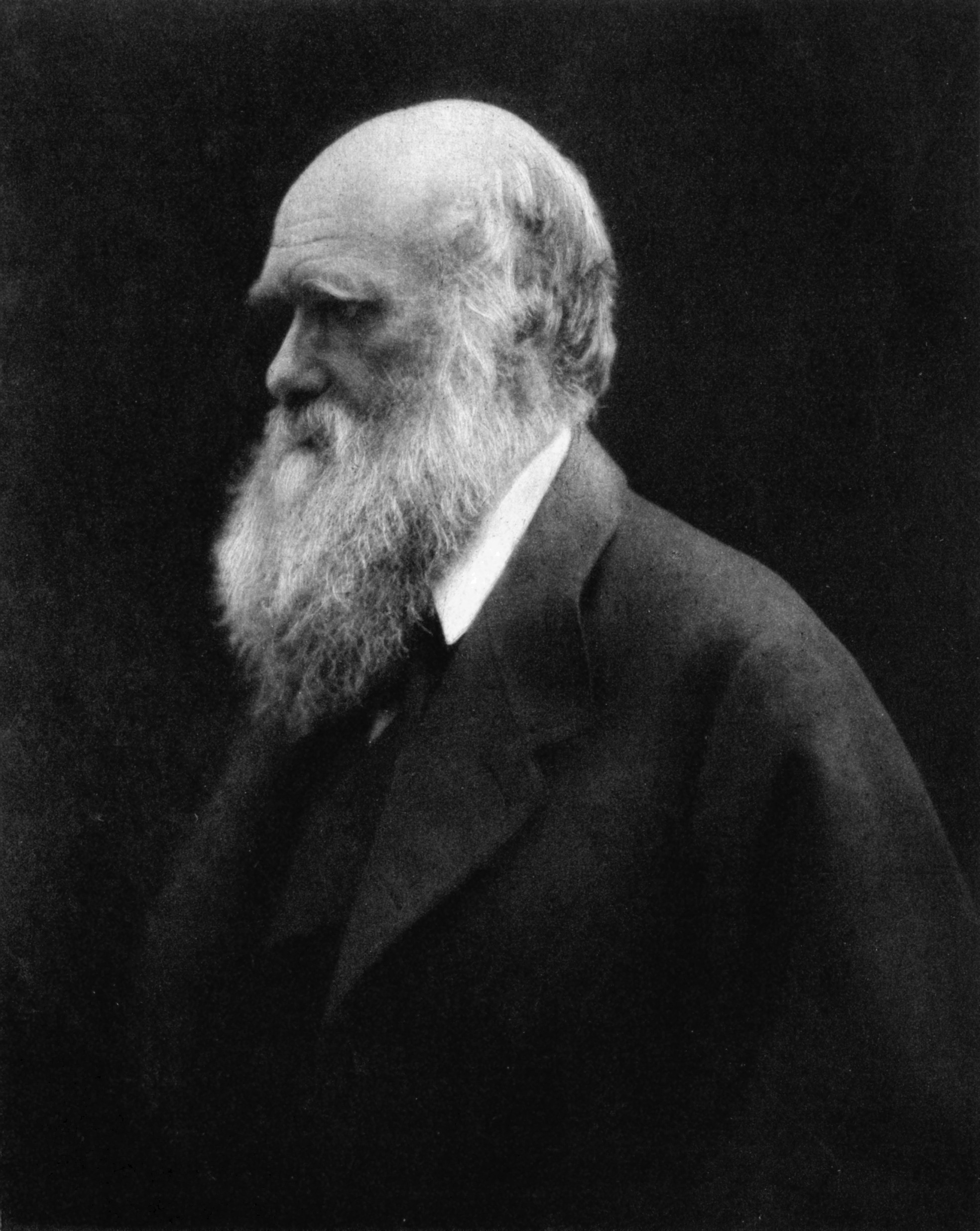
Charles Darwin credea că orice animal înzestrat cu instincte sociale bine marcate va dobândi inevitabil un simț moral sau conștiință, pe măsură ce puterile sale intelectuale se apropiau de ale omului.

Abordarea laică a conștiinței include puncte de vedere psihologice, fiziologice, sociologice, umanitare și autoritare. Lawrence Kohlberg a considerat conștiința critică ca fiind  o etapă psihologică importantă în dezvoltarea morală adecvată a oamenilor, asociată cu capacitatea de a cântări în mod rațional principiile responsabilității, fiind cel mai bine încurajat la copii prin legătura cu personificările umoristice (cum ar fi Greierașul Jiminy din Aventurile lui Pinocchio) și mai târziu la adolescenți prin dezbateri despre dileme morale pertinente.  Erik Erikson a plasat dezvoltarea conștiinței în faza „preșcolar” a celor opt etape ale dezvoltării normale a personalității umane. Psihologul Martha Stout numește conștiința „un sentiment intermediar al obligației bazat pe atașamentele noastre emoționale”. Astfel, o conștiință bună este asociată cu sentimente de integritate, integritate psihologică și liniște și este adesea descrisă folosind adjective precum „liniște”, „limpede” și „calm”. 
Sigmund Freud a considerat conștiința ca provenind psihologic din dezvoltarea civilizației, ceea ce a frustrat periodic expresia externă a agresivității: acest impuls distructiv fiind forțat să caute o ieșire alternativă, sănătoasă, și-a îndreptat energia ca super-ego (supra-eu) împotriva propriului „ego”. Potrivit lui Freud, consecința nerespectării conștiinței noastre este vinovăția, care poate fi un factor în dezvoltarea nevrozei. Freud a susținut că atât super-ego-ul cultural, cât și cel individual, au creat cerințe ideale stricte în ceea ce privește aspectele morale ale anumitor decizii, nesupunerea provocând o „frică de conștiință”.
Antonio Damasio consideră conștiința un aspect al „conștiinței extinse” dincolo de dispozițiile legate de supraviețuire și încorporează căutarea adevărului și a dorinței de a construi norme și idealuri pentru comportament.

#### Conștiința ca instinct de formare a societății

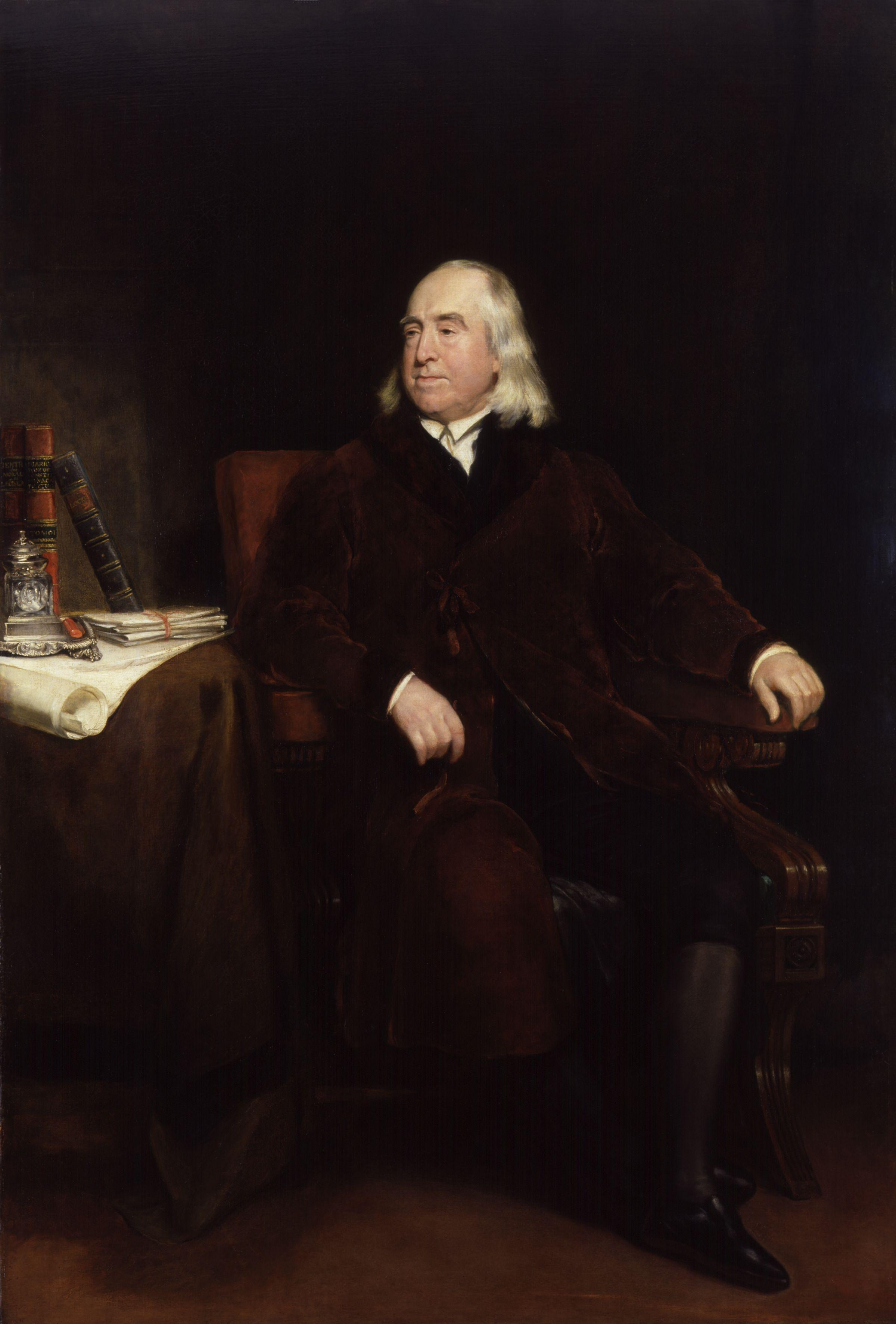
Jeremy Bentham: „Fanatismul nu doarme niciodată ... nu este niciodată oprit de conștiință pentru că a pus conștiința în slujba sa”.

Michel Glautier susține că conștiința este unul dintre instinctele și pulsiunile care permit oamenilor să formeze societăți: grupurile de oameni fără aceste impulsuri sau în care sunt insuficiente nu pot forma societăți și nu își reproduc genul la fel de bine ca și cele care o fac.
Charles Darwin considera că la oameni conștiința a evoluat pentru a rezolva conflictele dintre impulsurile naturale concurente - unele despre auto-conservare, dar altele despre siguranța unei familii sau a unei comunități; revendicarea conștiinței asupra autorității morale a apărut din „durata mai mare de impresie a instinctelor sociale” în lupta pentru supraviețuire. Într-o astfel de perspectivă, comportamentul distructiv pentru societatea unei persoane (fie pentru structurile sale, fie pentru persoanele pe care le cuprinde) este rău. Astfel, conștiința poate fi privită ca un rezultat al acelor impulsuri biologice care îi determină pe oameni să evite provocarea fricii sau disprețul altora, fiind experimentat ca vinovăție și rușine în moduri diferite de la societate la societate și de la persoană la persoană. În general, oamenii au capacitatea de a se vedea pe ei înșiși  din punctul de vedere al altei persoane. Persoanele incapabile să facă acest lucru (psihopați, sociopați, narcisiști) acționează adesea în moduri care sunt „rele”.

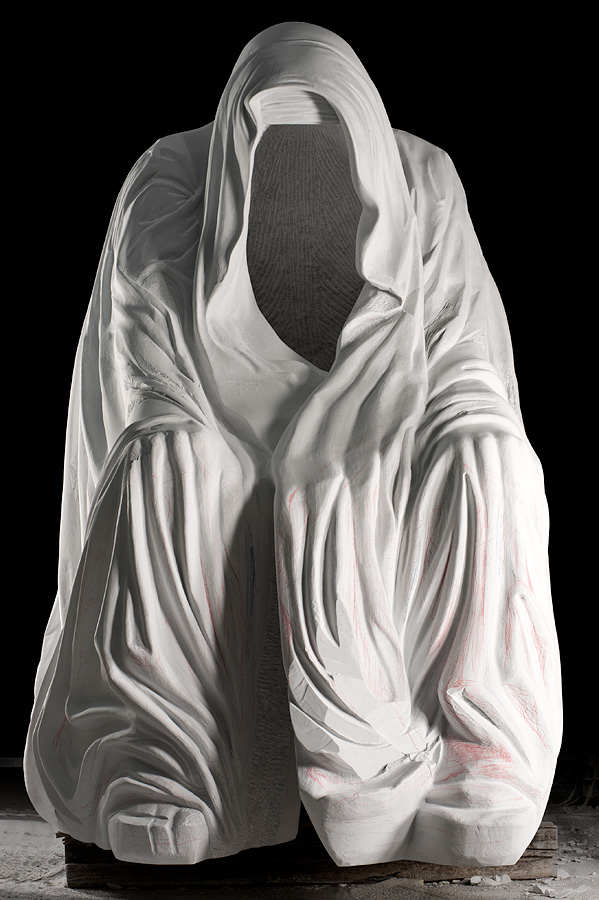
Mantia conștiinței de Anna Chromý

Fundamental în această viziune a conștiinței este că oamenii consideră pe unii „ceilalții” ca fiind într-o relație socială. Astfel, naționalismul este invocat în conștiință pentru a calma conflictele tribale și noțiunea de Frăție a Omului este invocată pentru a calma conflictele naționale. Totuși, astfel de impulsuri de mulțime pot nu numai să copleșească, ci să redefinească conștiința individuală. Friedrich Nietzsche a declarat: „solidaritatea comună este anihilată de cele mai înalte și mai puternice impulsuri care, atunci când izbucnesc cu pasiune, biciuiesc individul cu mult peste nivelul mediu scăzut al „conștiinței de turmă”. Jeremy Bentham a remarcat că: „fanatismnu doarme niciodată ... nu este oprit niciodată de conștiință pentru că a pus conștiința în slujba sa". Hannah Arendt în studiul său despre procesul lui Adolf Eichmann la Ierusalim, observă că acuzatul, ca aproape toți colegii săi germani, și-a pierdut urma conștiinței până la punctul în care abia își putea amintit. „Eichmann nu avea nevoie să-și închidă urechile la vocea conștiinței ... nu pentru că nu avea, ci pentru că conștiința lui vorbea cu o „voce respectabilă”, cu vocea respectabilei societăție din jurul său”. 
Sir Arthur Keith a descris în 1948 complexul prietenie-dușmănie. Am evoluat ca grupuri tribale înconjurate de dușmani; astfel conștiința a dezvoltat un rol dublu: datoria de a salva și proteja membrii grupului și datoria de a arăta ură și agresivitate față de orice grup extern. 
Un domeniu interesant de cercetare în acest context se referă la asemănările dintre relațiile noastre și cele ale animalelor, indiferent dacă sunt animalele din societatea umană (animale de companie, animale de lucru, chiar animale crescute pentru hrană) sau din sălbăticie. O idee este că, pe măsură ce oamenii sau animalele percep o relație socială ca fiind importantă de păstrat, conștiința lor începe să respecte pe „celălalt” și îndeamnă la acțiuni care îl protejează. În mod similar, în comunitățile complexe de păsări teritoriale și cooperative (cum ar fi coțofana australiană) care au un grad ridicat de etichete, reguli, ierarhii, joacă, cântece și negocieri, încălcarea regulilor pare tolerată în ocazii care nu sunt evident legate de supraviețuirea individului sau a grupului.

#### Biologie evolutivă
Oamenii de știință contemporani din domeniul biologiei evolutive caută să explice conștiința ca o funcție a creierului care a evoluat pentru a facilita altruismul în cadrul societăților. În cartea sa Dumnezeu: o amagire, Richard Dawkins afirmă că sentimentul nostru de bine și rău poate fi derivat din darwinsm. Ulterior, el a întărit această idee prin prisma viziunii evoluției centrată pe gene, deoarece unitatea de selecție naturală nu este nici un organism individual, nici un grup, ci mai degrabă gena „egoistă”, iar aceste gene și-ar putea asigura propria supraviețuire „egoistă” prin inter alia, împingând indivizii să acționeze altruist față de rudele sale.

#### Neuroștiința și conștiința artificială
Numeroase studii de caz privind afectarea creierului au arătat că deteriorarea zonelor creierului (cum ar fi cortexul prefrontal anterior) are ca rezultat reducerea sau eliminarea inhibițiilor, cu o schimbare radicală a comportamentului. Când daunele apar la adulți, aceștia ar putea fi în continuare capabili să efectueze raționamente morale, însă atunci când se întâmplă copiilor, ei nu pot dezvolta niciodată această capacitate.
Neurologii au încercat să localizeze liberul arbitru necesar pentru ceea ce se numește „veto” al conștiinței asupra proceselor mentale inconștiente printr-o conștientizare măsurabilă științific a intenției de a efectua un act care are loc la 350-400 de microsecunde după descărcarea electrică cunoscută sub numele de „potențial de pregătire”.
Jacques Pitrat susține că un anumit tip de conștiință artificială este benefică în sistemele de inteligență artificială pentru a-și îmbunătăți performanțele pe termen lung și a direcționa procesarea lor introspectivă.

### Abordare filosofică
Cuvântul „conștiință” derivă etimologic din latinescul conscientia, însemnând „cunoștințe împărtășite cu ceilalți”, „fiind în cunoștință”.
Cuvântul conștiință presupune conștientizarea internă a unui standard moral în minte cu privire la calitatea motivelor cuiva, precum și o conștiință a propriilor noastre acțiuni. Astfel, conștiința poate fi un „sentiment lăuntric” sau „un sentiment vag de vinovăție” cu privire la ceea ce ar trebui sau ar fi trebuit făcut. Conștiința în acest sens nu este neapărat produsul unui proces de gândire rațională a trăsăturilor morale ale unei situații (sau a normativului aplicabil de principii, reguli sau legi) și poate apărea din îndoctrinarea părinților, colegilor, grupului religios sau de stat („conștiința tradițională”). Conștiința poate fi definită ca fiind motivul practic folosit atunci când se aplică convingeri morale unei situații („conștiința critică”). Conștiința este însoțită de o conștientizare internă a „luminii interioare” (aprobare) sau „întuneric interior” (condamnare), precum și o convingere care rezultă din ceea ce e corect să fie făcut sau de datorie, fie că aceste sentimente sunt urmate sau nu.

#### Perioada medievală
Cărturarul islamic medieval și misticul Al-Ghazali a împărțit conceptul de Nafs (suflet sau sine) în trei categorii bazate pe Coran:
1. Nafs Ammarah (12:53) care „îndeamnă pe cineva să se delecteze liber cu pasiuni plăcute și instigă să facă răul”
2. Nafs Lawammah (75:2) este „conștiința care îl direcționează pe om spre bine sau spre rău”
3. Nafs Mutmainnah (89:27) este „un sine care atinge pacea supremă”

Filosoful și medicul persan medieval Muhammad ibn Zakariya al-Razi credea într-o relație strânsă între conștiință sau integritate spirituală și sănătatea fizică. Omul ar trebui să urmărească cunoașterea, să-și folosească intelectul și să aplice dreptatea în viața sa. Filosoful medieval islamic Avicenna, în timp ce era închis în castelul din Fardajan aproape de Hamadhan, a scris celebra sa lucrare „Omul plutitor”, experiment mental menit să demonstreze conștiința de sine umană și substanțialitatea sufletului. Ipoteza sa fiind că prin inteligență, în special prin intelectul activ, Dumnezeu comunică adevărul minții sau conștiinței umane. Conform Sufismului islamic, Allah prin conștiință ghidează oamenii către Ma'rifa.
În secolul al XIII-lea, Sfântul Toma de Aquino considera conștiința ca aplicarea cunoștințelor morale la un caz particular (S.T. I, q. 79, a. 13). Astfel, conștiința a fost considerată un act sau o judecată a rațiunii practice care a început cu sindereza, dezvoltarea structurată a conștiinței noastre înnăscute a rămășiței de bine absolut (pe care el l-a catalogat ca implicând cele cinci precepte primare propuse în teoria sa a dreptului natural) într-un obicei dobândit de aplicare a principiilor morale. Aquino a discutat și despre conștiință în legătură cu virtutea prudență pentru a explica de ce unii oameni par a fi mai puțin „luminați din punct de vedere moral” decât alții, voința lor slabă fiind incapabilă de a-și echilibra în mod adecvat propriile nevoi cu cele ale altora.

#### Perioada modernă

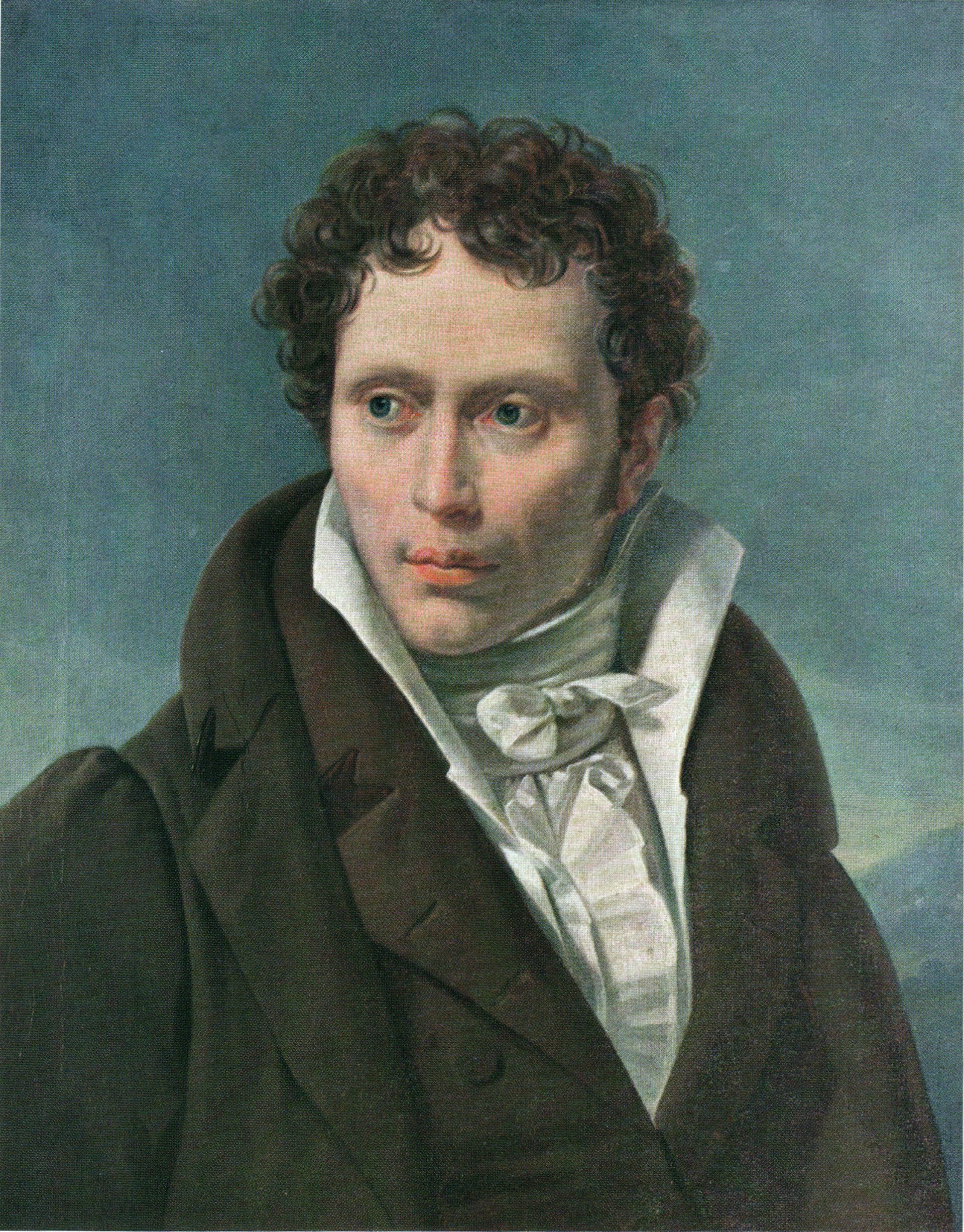
Schopenhauer a considerat că buna conștiință pe care o experimentăm după un act altruist verifică faptul că adevăratul nostru sine există în afara persoanei noastre fizice.

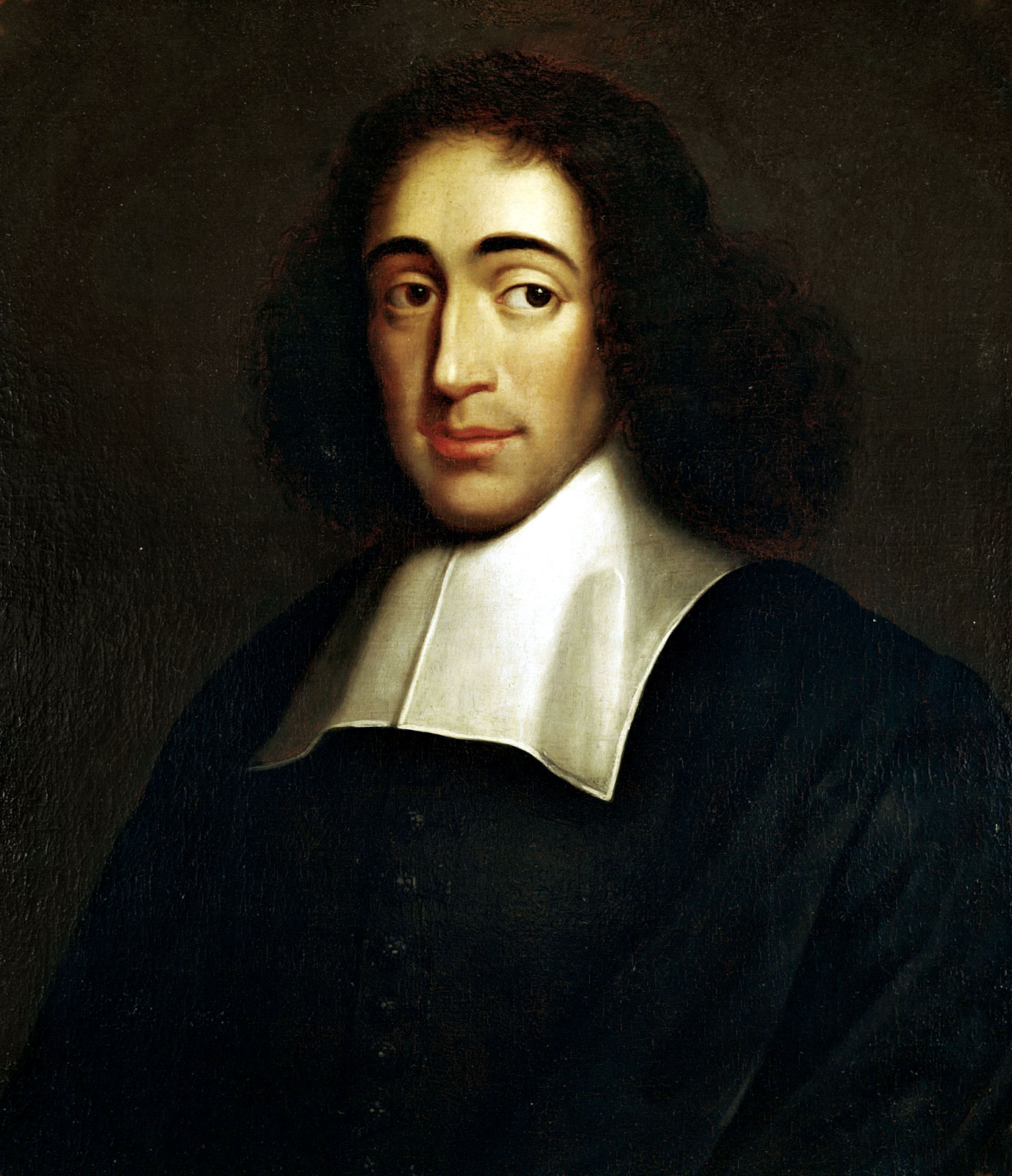
Baruch Spinoza: problemele morale și răspunsurile noastre emoționale la acestea ar trebui să fie motivate din perspectiva eternității.

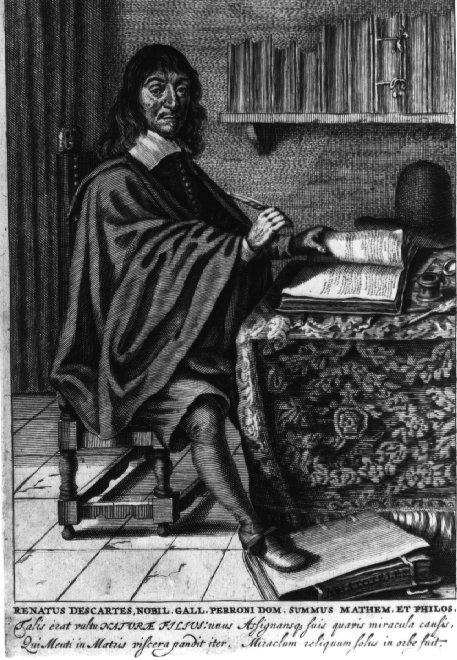
Pentru Descartes gândirea este identică cu conștiința.

Baruch Spinoza în Etica, publicată după moartea sa în 1677, a susținut că majoritatea oamenilor, chiar și cei care se consideră că exercită liberul arbitru, iau decizii morale pe baza informațiilor senzoriale imperfecte, a înțelegerii insuficiente a minții și a voinței lor, precum și a emoțiilor. Soluția, potrivit lui Spinoza, a fost creșterea treptată a capacității rațiunii noastre de a schimba formele de gândire produse de emoții și de a ne îndrăgosti de problemele de vizualizare care necesită decizie morală din perspectiva eternității. Astfel, a trăi o viață cu conștiință împăcată înseamnă pentru Spinoza că rațiunea este folosită pentru a genera idei adecvate în care mintea este din ce în ce mai capabilă să privească lumea și conflictele ei, dorințele și pasiunile noastre sub specie aeternitatis, adică fără referire la timp.
Hegel a susținut că dreptul absolut la libertatea conștiinței facilitează înțelegerea umană a unei unități atot-cuprinzătoare, un absolut care este rațional, real și adevărat. Hegel a crezut că un stat funcțional ar fi întotdeauna tentat să nu recunoască conștiința în forma sa de cunoaștere subiectivă, la fel cum opiniile non-obiective similare sunt în general respinse în știință. O noțiune idealistă similară a fost exprimată în scrierile lui Joseph Butler care susținea că conștiința este dată de Dumnezeu, ar trebui întotdeauna ascultată, este intuitivă și ar trebui considerată „monarhul constituțional” și „facultatea morală universală”: „conștiința nu numai că se oferă să ne arate calea pe care ar trebui să pășim, dar își poartă propria autoritate cu ea”. Butler a avansat speculații etice referindu-se la o dualitate de principii care reglementează natura umană: în primul rând, „iubirea de sine” (căutarea fericirii individuale) și în al doilea rând, „bunăvoința” (compasiune și căutarea binelui pentru altul) în conștiință.
Pe măsură ce textele sacre ale filosofiei antice hinduse și budiste au devenit disponibile în traducerile germane în secolele al XVIII-lea și al XIX-lea, au influențat filosofi precum Schopenhauer să susțină că într-o minte sănătoasă doar faptele ne apasă conștiința, nu dorințele și gândurile; „căci doar faptele pe care le săvârșim ne pun în față oglinda voinței noastre”; buna conștiință pe care o experimentăm după un act altruist verifică faptul că adevăratul nostru sine există în afara persoanei noastre fizice.

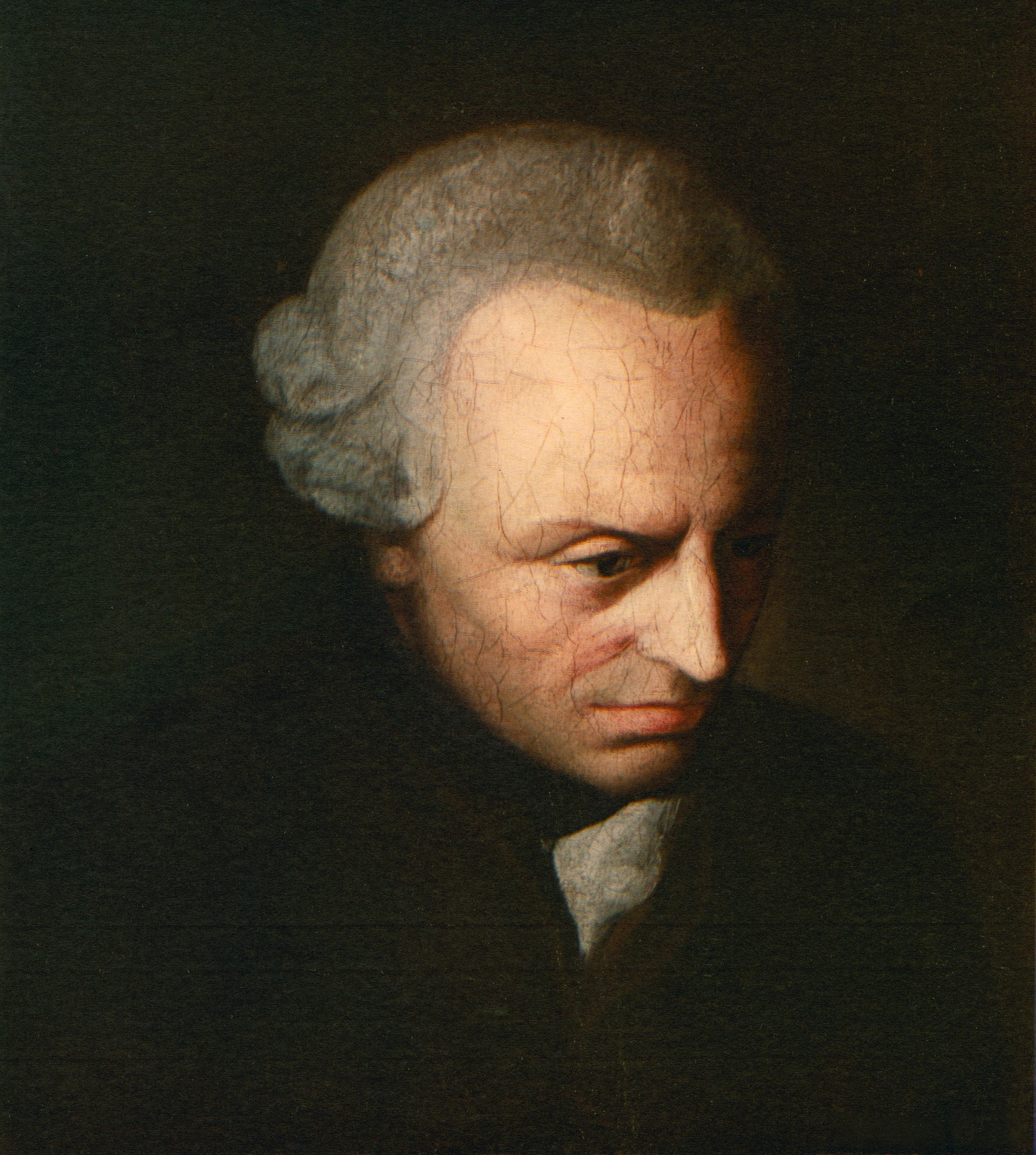
Immanuel Kant: legea morală din noi este de ordinul voinței dirijate de conștiință.

Immanuel Kant, o figură centrală a Iluminismului, a spus: „două lucruri umplu sufletul cu mereu nouă și crescândă admirație și venerație: cerul înstelat deasupra mea și legea morala din mine...al doilea începe cu sinele meu invizibil, personalitatea mea, și mă prezintă într-o lume ce are o adevărată infinitate, căreia numai intelectul îi dă de urmă, și unde eu mă recunosc într-o conexiune, nu ca acolo doar contingentă, ci universală și necesară”. „Conexiunea universală” la care se face referire aici este imperativul categoric al lui Kant: „acționează numai conform acelei maxime prin care să poți vrea totodată ca ea să devină o lege universală”. Kant considera conștiința critică ca fiind o instanță internă în care gândurile noastre se acuză sau se scuză reciproc; el a spus că oamenii maturi din punct de vedere moral descriu adesea mulțumirea sau pacea sufletească după ce și-au urmat conștiința pentru a îndeplini o datorie, dar a susținut că pentru ca astfel de acte să producă virtute motivația lor principală ar trebui să fie pur și simplu datoria, nu așteptarea unei astfel de fericiri. Rousseau a exprimat o concepție similară conform căreia conștiința l-a conectat cumva pe om la o mai mare unitate metafizică.

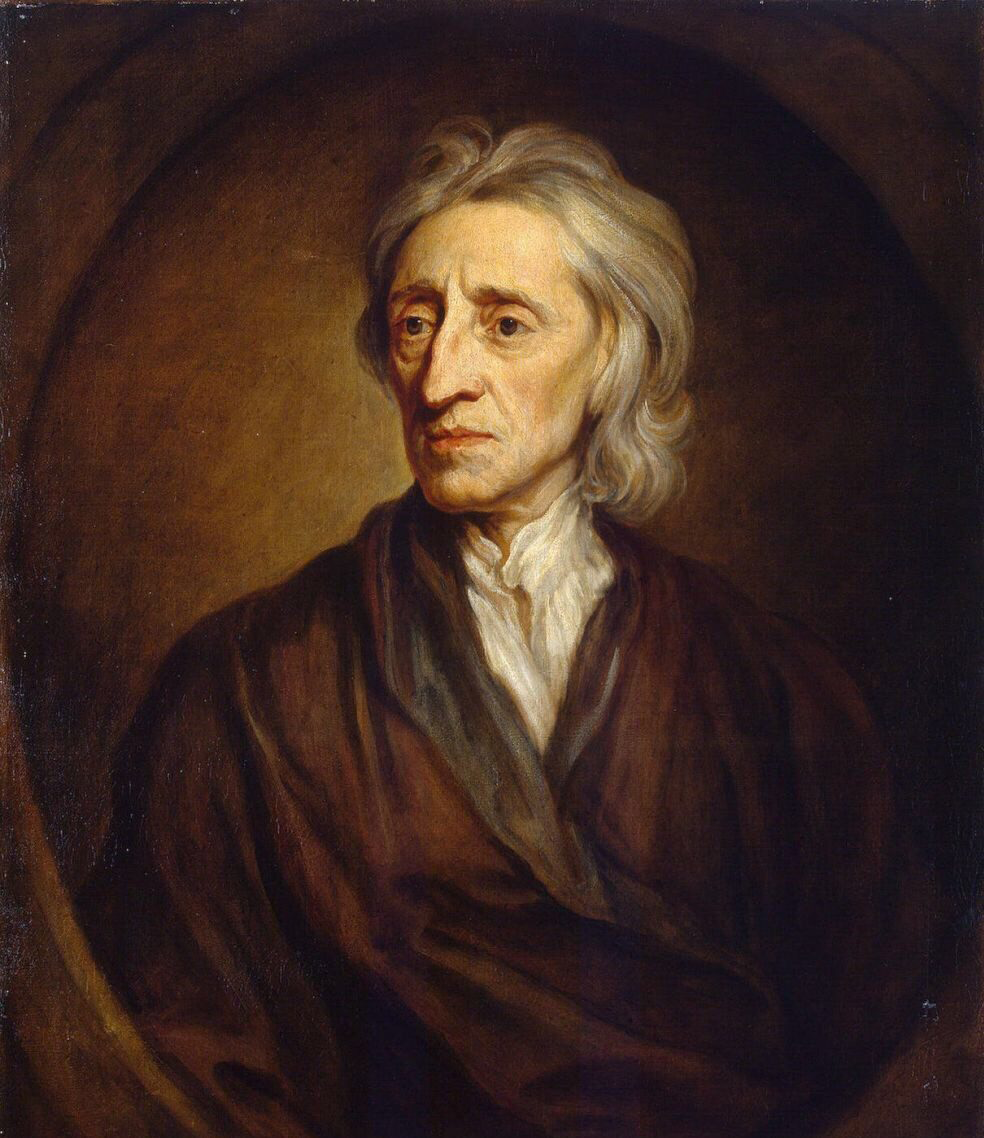
John Locke a dezvoltat concepția despre legea naturală aplicată în politică, în vederea stabilirii drepturilor naturale ale fiecărui individ.

Unii filosofi și-au exprimat o viziune mai sceptică și pragmatică asupra funcționării „conștiinței” în societate.
Thomas Hobbes a remarcat în mod pragmatic că opiniile formate pe baza conștiinței, cu convingere deplină și onestă, ar trebui totuși acceptate cu umilință ca fiind potențial eronate și nu indică neapărat cunoaștere absolută sau adevăr.
Henri Bergson consideră că conștiința depinde de nivelul de dezvoltare a personalității, de cultură, moralitate, de atitudinea față de profesie, față de sine ca profesionist, sau în devenire. El spune „reacția morală apare în conștiința subiectului ca un imperativ, ca o reacție spontană, naturală, nu se negociază, subiectul simte că trebuie să aibă o anumită reacție căreia nu i se poate împotrivi, sau căreia nu vrea să i se impotrivească, a cărei motivație nu îi este foarte clară. Încălcarea unor
imperative morale pune individul într-un conflict puternic, dificil ca și conținut”. Bergson a dezvoltat ideea că „orice conștiință înseamnă alegere”.
Josiah Royce (1855–1916) s-a bazat pe viziunea idealismului transcendental al conștiinței, privindu-l ca idealul vieții care constituie personalitatea noastră morală, planul nostru de a fi noi înșine, de a lua decizii etice de bun simț. Dar, credea el, acest lucru era adevărat numai în măsura în care conștiința noastră cerea, de asemenea, loialitate față de „un sine misterios superior sau mai profund”. În tradiția creștină modernă, această abordare a atins expresia cu Dietrich Bonhoeffer, care a declarat în timpul încarcerării sale de către naziști în al Doilea Război Mondial că pentru el, conștiința era mai mult decât rațiune practică, într-adevăr provenea dintr-o „profunzime care se află dincolo de voința și propria rațiune a omului și se face auzită ca chemarea existenței umane la unitate cu sine”.

Henri Bergson: doar în circumstanțe grave alegem împotriva a ceea ce numim motiv, atunci cînd este în joc opinia pe care o furnizăm celorlalți și nouă despre noi înșine.

 Pentru Bonhoeffer, o conștiință vinovată apărea ca o acuzare pentru pierderea acestei unități și ca un avertisment împotriva pierderii sinelui; în primul rând, credea el, este îndreptat nu către un anumit tip de a face, ci spre un anumit mod de a fi. Omul cu conștiință, credea el, duce o luptă solitară împotriva „forțelor copleșitoare ale unor situații inevitabile” care cer decizii morale în ciuda probabilității unor consecințe nefaste.
Hannah Arendt a subliniat că o conștiință rea nu indică în mod necesar un caracter rău; de fapt, numai cei care afirmă un angajament în aplicarea standardelor morale vor fi tulburați de remușcări, vinovăție sau rușine de o conștiință rea și nevoia lor de a recâștiga integritatea sinelui. Reprezentând sufletul sau sinele nostru adevărat prin analogie drept casa noastră, Arendt a scris: „conștiința este anticiparea celui care te așteaptă dacă și când vii acasă”. Arendt credea că oamenilor care nu sunt familiarizați cu procesul de reflecție critică tăcută despre ceea ce spun și fac nu vor fi deranjați să se contrazică printr-un act imoral sau o crimă, deoarece pot „conta pe faptul că va fi uitat în momentul următor”; oamenii răi nu sunt plini de regrete.

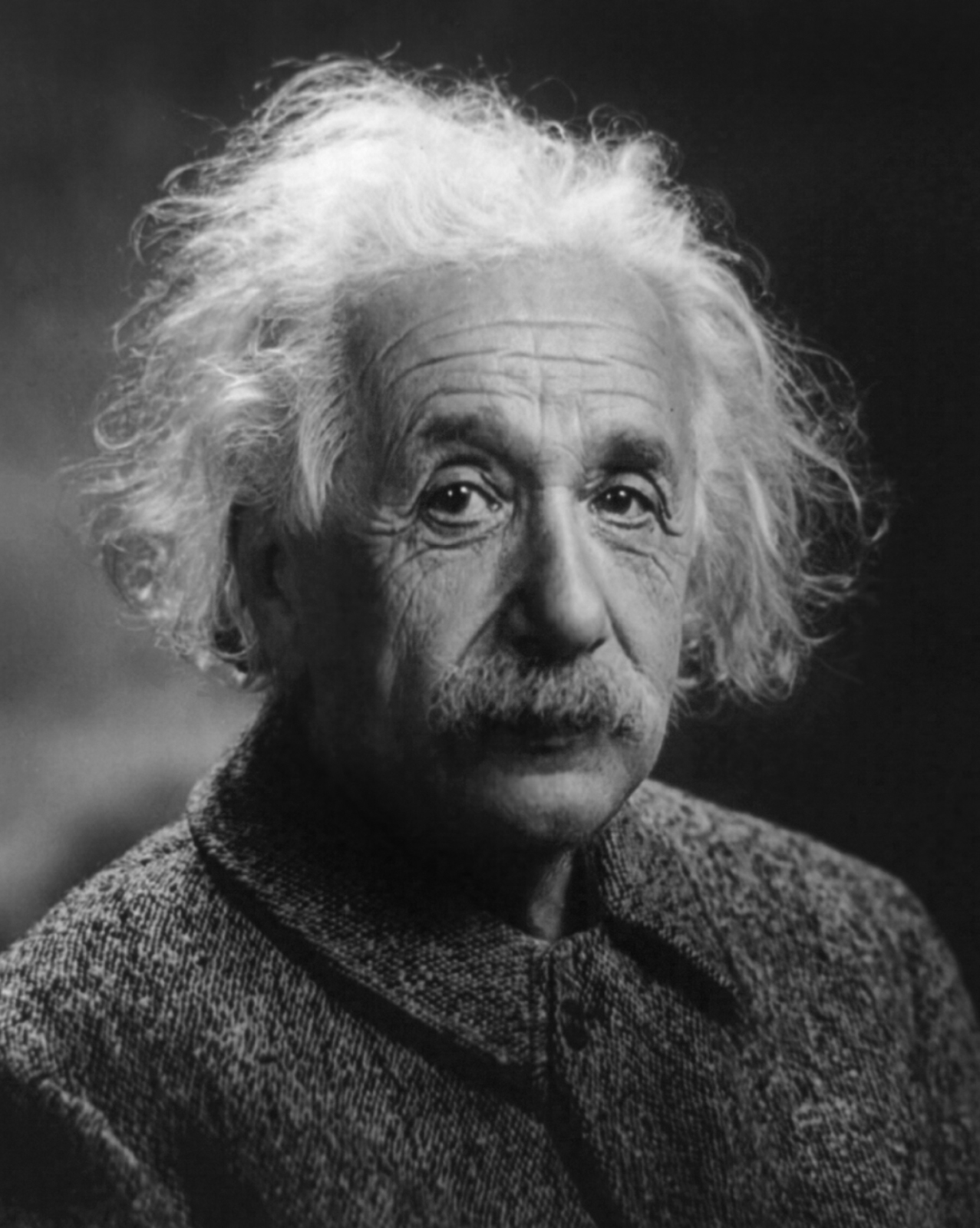
Albert Einstein a asociat conștiința cu gândurile, sentimentele și aspirațiile suprapersonale.

Albert Einstein s-a referit adesea la „vocea interioară” ca o sursă atât de cunoaștere morală, cât și fizică: „Mecanica cuantică este cu adevărat impresionantă. Dar vocea interioară îmi spune că aceasta nu este încă ultimul cuvânt. Această teorie spune multe, dar totuși nu ne apropie de dezvăluirea misterelor Bătrânului. În orice caz, sunt convins că El nu joacă zaruri”.
Charles Darwin a sugerat că „orice animal, înzestrat cu instincte sociale bine marcate, incluzând aici afecțiunile părintești și filiale, ar fi dobândit inevitabil un simț moral sau conștiință, de îndată ce puterile sale intelectuale ar fi devenit la fel de bune sau la fel de bine dezvoltate, ca la oameni”. George Edward Moore a legat punctele de vedere idealiste și sociologice ale conștiinței „critice” și „tradiționale” afirmând că ideea „corectitudinii” abstracte și diversele grade ale emoției specifice excitate de aceasta sunt ceea ce constituie, pentru multe persoane, în mod specific „sentimentul moral” sau conștiința. Pentru alții, totuși, o acțiune pare a fi numită în mod corespunzător „intern corectă”, doar pentru că anterior au considerat-o corectă, ideea „corectitudinii” fiind prezentă într-un fel sau altul în mintea sa, dar nu neapărat printre motivele ei construite în mod deliberat.
Filosoful francez Simone de Beauvoir în Une mort très douce („O moarte ușoară”), 1964, reflectă la propria conștiință despre încercările mamei sale de a dezvolta o astfel de simpatie morală și înțelegere a celorlalți.
„Sancțiunea internă a datoriei, orice standard al datoriei am adopta, e una și aceeași – o trăire interioară; o durere, mai mult sau mai puțin intensă, ce însoțește violarea datoriei și care, în naturile într-adevăr cultivate moral, dă naștere, în cazurile mai serioase, unei rețineri ce ia forma imposibilității. Această trăire, atunci când e dezinteresată și e legată de ideea pură a datoriei iar nu de vreo formă particulară a ei ori doar de niște circumstanțe auxiliare, formează esența „conștiinței”; în acest fenomen complex, însă, așa cum există în realitate, faptul simplu e în general acoperit de asociații colaterale, derivate din simpatie, din dragoste și, încă mai mult, din teamă, dar și din toate formele trăirii religioase, din amintirile copilăriei și ale întregului nostru trecut, din stima de sine ori din dorința de stimă din partea altora și, câteodată, chiar din auto-umilire.” 
Michael Walzer a susținut că creșterea toleranței religioase în națiunile occidentale a apărut, printre altele, din recunoașterea generală a faptului că conștiința privată semnifică o prezență divină interioară indiferent de credința religioasă profesată și din respectabilitatea generală, evlavie, autolimitare și disciplină sectară care au marcat majoritatea oamenilor care au revendicat drepturile conștiinței. Edward Conze a declarat că este important pentru creșterea morală individuală și colectivă să recunoaștem iluzia faptului că conștiința noastră este amplasată în întregime în corpul nostru; într-adevăr, atât conștiința, cât și înțelepciunea noastră se extind atunci când acționăm într-un mod altruist și, invers, „compasiunea reprimată duce la un sentiment inconștient de vinovăție”.

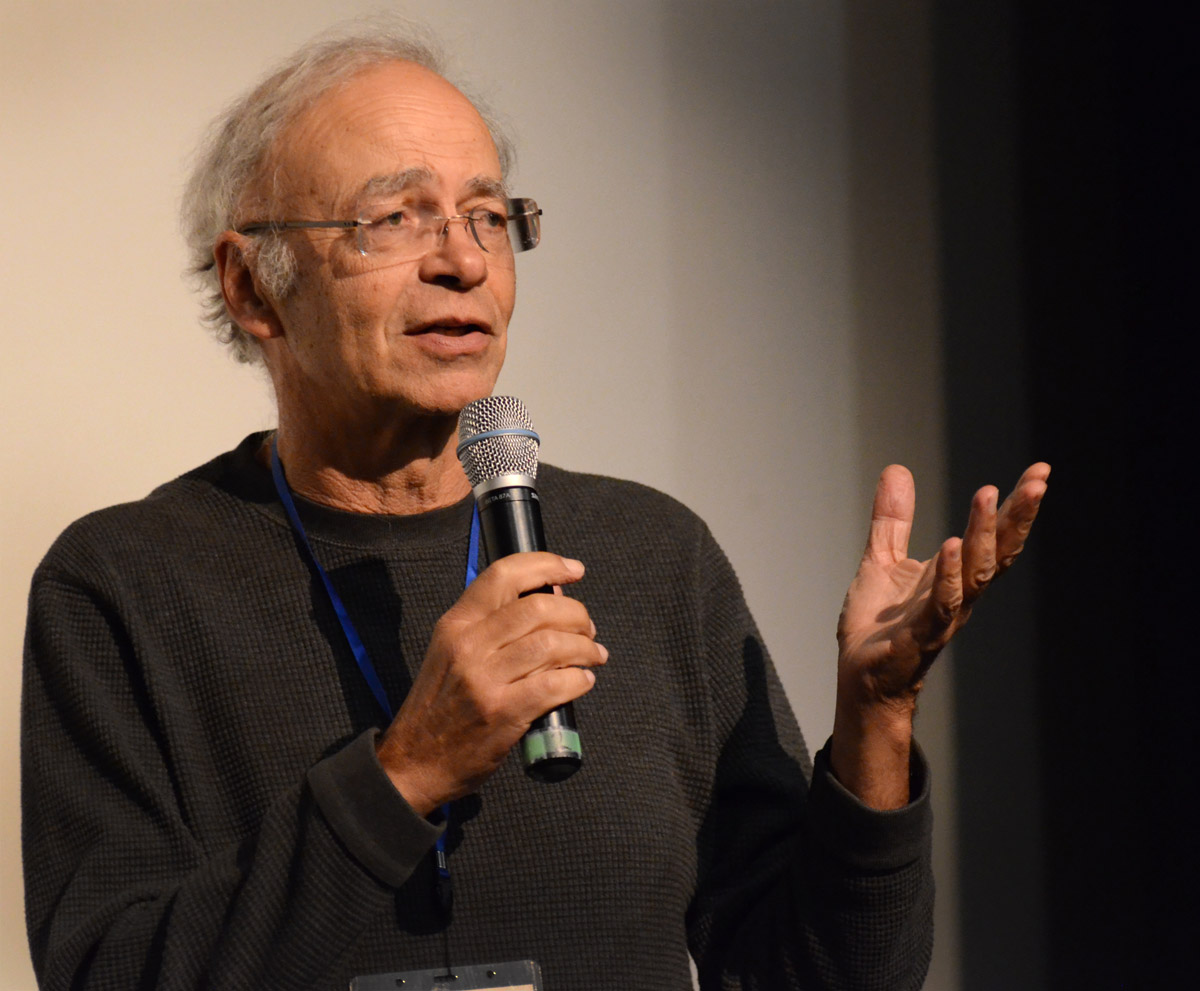
Peter Singer face distincția între conștiința „tradițională” imatură și conștiința „critică” extrem de motivată

Filosoful Peter Singer consideră că, de obicei, atunci când descriem o acțiune ca fiind executată cu conștiinciozitate în sens critic, o facem pentru a nega fie că agentul relevant a fost motivat de dorințe egoiste, cum ar fi lăcomia sau ambiția, fie că a acționat după capriciu sau impuls.
Anti-realiștii morali dezbat dacă faptele morale necesare activării conștiinței survin faptelor naturale cu o necesitate a posteriori sau apar a priori deoarece faptele morale au o intenție primară și lumi identice în mod natural pot fi presupuse identice din punct de vedere moral. Roger Scruton a susținut că adevărata înțelegere a conștiinței și a relației acesteia cu moralitatea a fost îngreunată de credința „impetuoasă” că întrebările filosofice sunt rezolvate prin analiza limbajului într-un domeniu în care claritatea amenință interesele dobândite. În mod similar, Susan Sontag a susținut că oamenii imaturi din punct de vedere moral experimentează de bună voie o formă de încântare atunci când sunt martori la violență, suferință și durere cauzată altora.
Jonathan Glover a scris că probabil faptul prin care majoritatea dintre noi „nu ne petrecem viața grădinărind interminabil la peisajului sinelui nostru” și al conștiinței noastre este modelat nu atât de luptele eroice, cât de alegerea partenerului, a prietenilor și a locului de muncă, precum și a locului în care alegem să trăim. Ecologistul american Garrett Hardin, într-un faimos articol numit „Tragedia bunurilor comune”, publicat în revista Science, folosește o dilemă socială pentru a sublinia problema indivizilor care acționează în propriul interes, susținând că dacă toți membrii unui grup ar folosi resursele comune pentru propriul câștig fără a ține cont de ceilalți, toate resursele ar fi în cele din urmă epuizate. Hardin a susținut că nu se bazează pe conștiință ca mijloc de control al bunurilor comune, sugerând că acest lucru favorizează indivizii egoisti — adesea cunoscuți sub numele de „pasageri clandestini” — în fața celor mai altruiști.

## În literatură, artă, film și muzică

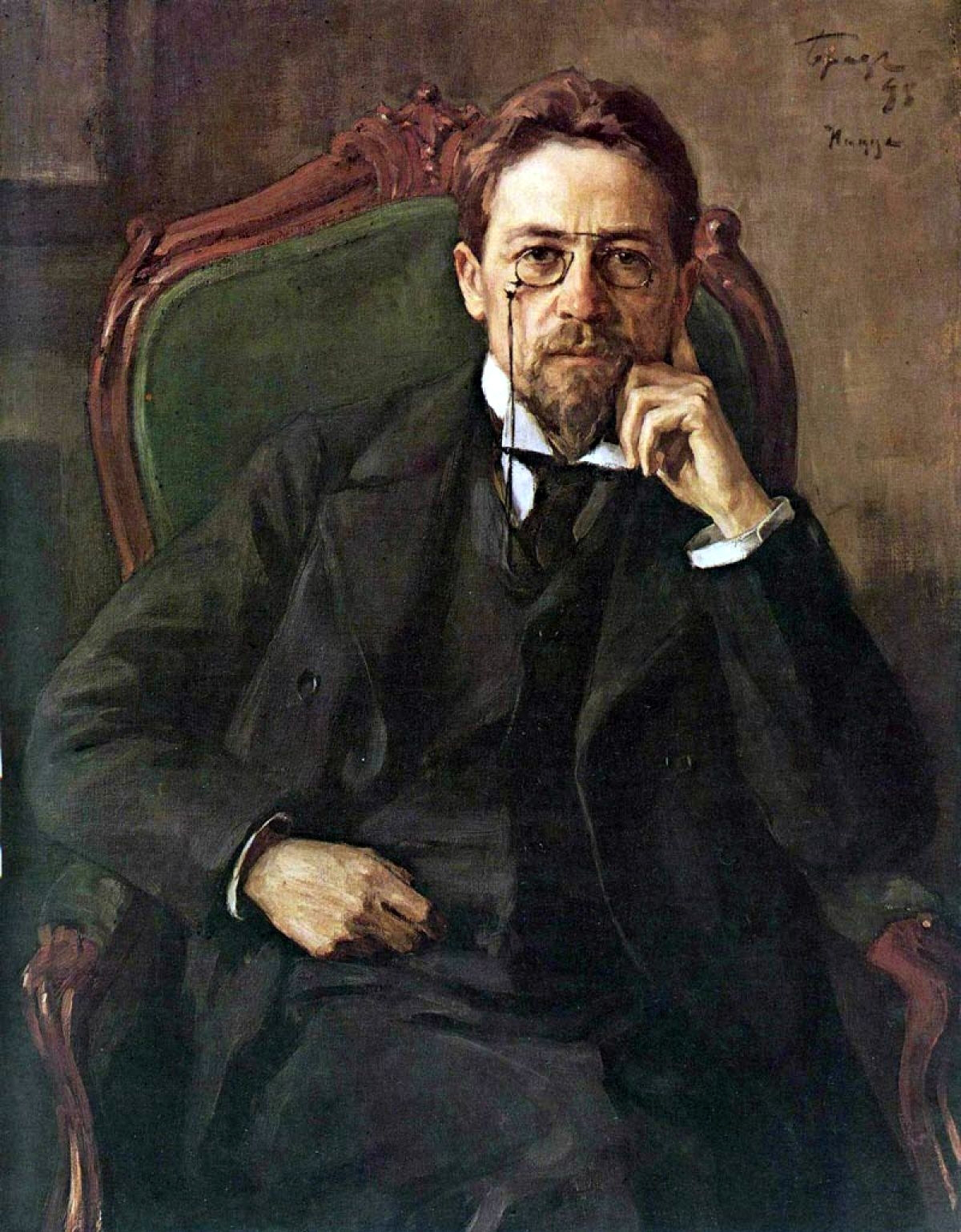
Anton Pavlovici Cehov

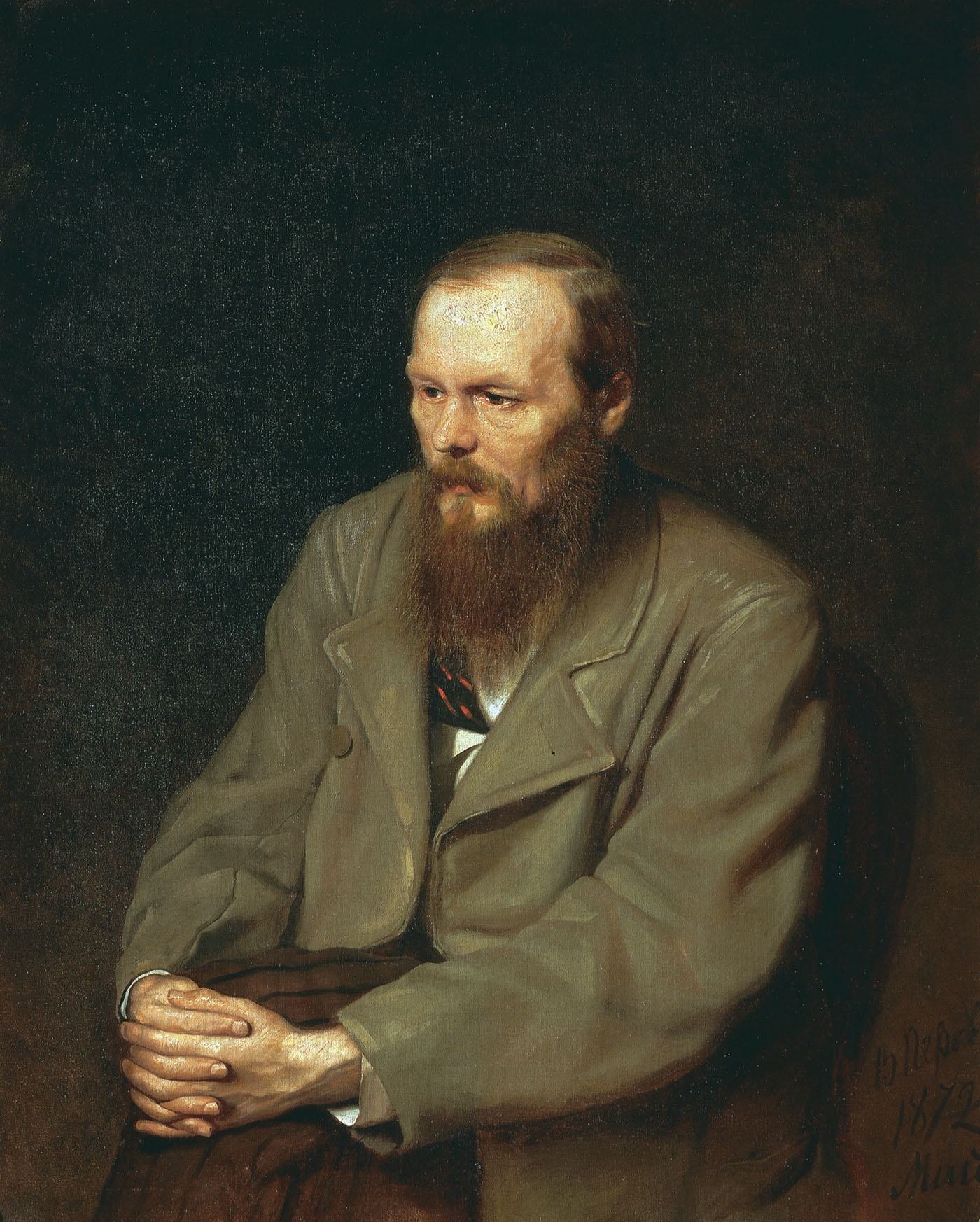
Feodor Dostoievski, autor al Crimă și pedeapsă

Epopeea antică a subcontinentului indian, Mahabharata, conține două momente esențiale legate de conștiință. Primul apare atunci când războinicul Arjuna, plin de compasiune împotriva uciderii rudelor sale, primește sfatul de la Krishna cu privire la datoria sa spirituală („luptă ca și cum ai face un sacrificiu pentru binele general”). Al doilea moment, la sfârșitul saga, este atunci când regele Yudhishthira, care este singurul care a supraviețuit testelor morale ale vieții, refuză fericirea eternă deoarece un câine fidel este împiedicat să vină cu el prin pretinse reguli divine și legi. Autorul francez Montaigne (1533–1592) într-unul dintre eseurile sale („Despre experiență”) a exprimat beneficiile unei vieți cu conștiința curată: „Datoria noastră este să ne compunem caracterul, nu să compunem cărți, să câștigăm nu bătălii și regiuni, ci ordine și liniște în conduita noastră. Marea și glorioasa noastră capodoperă este să trăim cum trebuie".

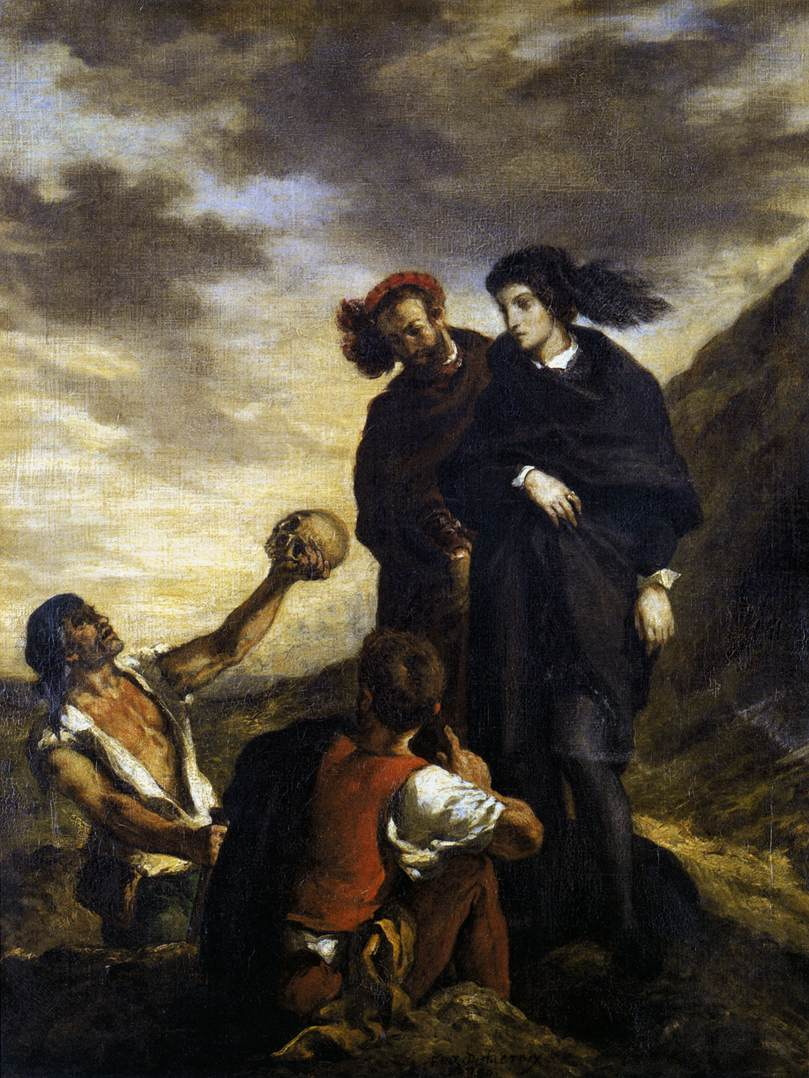
Eugène Delacroix, Hamlet și Horatio în cimitir (1839, ulei pe pânză)

Criticul AC Bradley discută problema centrală a personajului tragic al lui Shakespeare, Hamlet, în care conștiința, sub formă de scrupule morale, îl împiedică pe tânărul Prinț cu „marea lui anxietate de a face bine” să dea ascultare fantomei tatălui său și să-l ucidă pe regele uzurpator („nu este conștiința perfectă să scape de el cu acest braț?” (V.ii.67)). Bradley dezvoltă o teorie despre agonia morală a lui Hamlet referitoare la un conflict între conștiința „tradițională” și „critică”: „Ideile morale convenționale din timpul său, pe care le-a împărtășit cu Duhul, i-au spus clar că ar trebui să-și răzbune tatăl; o conștiință mai profundă în el, care era înaintea timpului său, se confrunta cu aceste idei convenționale explicite. Deoarece această conștiință mai profundă rămâne sub suprafață, nu reușește să o recunoască și se gândește că este împiedicat de lașitate sau lene sau pasiune; dar ea apare în lumină în acel discurs adresat lui Horatio. Și pentru această natură morală mai nobilă în el, îl admirăm și îl iubim". Cuvintele de început ale Sonetului 94 a lui Shakespeare („Cei ce pot face răul și nu-l fac”)  au fost privite ca o descriere a conștiinței.
Anton Cehov în piesele sale Pescărușul, Unchiul Vania și Trei surori descrie stările emoționale extrem de frământate ale medicilor care la un moment dat în cariera lor au întors spatele conștiinței. În nuvelele sale, Cehov a explorat și modul în care oamenii au înțeles greșit vocea unei conștiințe chinuitoare. De exemplu, un personaj student o descrie ca pe o „durere surdă, nedefinită, vagă; era ca o angoasă și cea mai acută frică și disperare ... în pieptul său, sub inimă” și tânărul doctor care examinând neînțeleasa agonie de compasiune trăită de fiica proprietarului unei fabrici o numește „o putere necunoscută, misterioasă ... de fapt la îndemână și care îl urmărește”.
E. H. Carr scrie despre personajul lui Dostoievski, tânărul student Raskolnikov, din romanul Crimă și pedeapsă, care decide să ucidă o bătrână care i-a împrumutat bani „ticăloasă și odioasă” pe principiul transcendenței moralei convenționale: „continuarea ne dezvăluie nu durerile unei conștiințe lovite (pe care ne-ar fi dat-o un scriitor mai puțin subtil), dar lupta tragică și zadarnică a unui intelect puternic pentru a menține o convingere care este incompatibilă cu natura esențială a omului.”
Piesa Cu ușile închise de Jean-Paul Sartre este sursa celebrului dicton al lui Sartre L’enfer, c'est les autres („Iadul sunt ceilalți”), o referință la ideile lui Sartre despre aspectul și lupta ontologică perpetuă a faptului de a fi văzut ca obiect din perspectiva unei alte conștiințe.

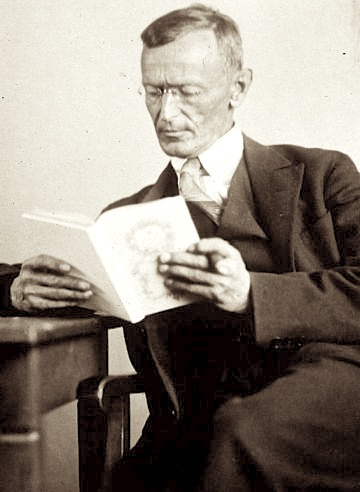
Hermann Hesse, autor al Siddhartha.

Hermann Hesse a scris Siddhartha decriind cum un tânăr din vremea lui Buddha face o călătorie pentru a descoperi un spațiu interior transcendent în care toate lucrurile ar putea fi unificate și pur și simplu înțelese, ajungând să descopere acel adevăr personal printr-un serviciu altruist ca barcagiu.  Harper Lee în Să ucizi o pasăre cântătoare îl portretizează pe Atticus Finch ca un avocat fidel conștiinței sale, care dă un exemplu copiilor și comunității sale.
Piesa Un om pentru eternitate a lui Robert Bolt se concentrează pe conștiința avocatului catolic Thomas More în lupta sa cu regele Henric al VIII-lea („supusul loial este mai obligat să fie loial conștiinței sale decât oricărui alt lucru“). George Orwell și-a scris romanul O mie nouă sute optzeci și patru pe insula izolată Jura din Scoția, pentru a descrie cum un om (Winston Smith) încearcă să dezvolte conștiința critică într-un stat totalitar care urmărește fiecare acțiune a oamenilor și manipulează gândirea lor cu un amestec de propagandă, război interminabil și control al gândirii prin controlul limbajului până la punctul în care prizonierii își privesc și chiar își iubesc torționarii.  În Ministerul Iubirii, torționarul lui Winston (O'Brien) afirmă: „Vă imaginați că există ceva numit natura umană care va fi revoltată de ceea ce facem și se va întoarce împotriva noastră. Dar noi creăm natura umană. Oamenii sunt infinit maleabili“.
O copie de tapiseriei Guernica a lui Picasso care descrie un masacru al femeilor și copiilor nevinovați în timpul războiului civil spaniol este afișată pe peretele clădirii Națiunilor Unite din New York, la intrarea în camera Consiliului de Securitate, ca un stimulent pentru conștiința reprezentanților din statele naționale. Artistul Albert Tucker a pictat Capul omului pentru a surprinde dezintegrarea morală și lipsa de conștiință a unui om condamnat pentru că a lovit de moarte un câine.

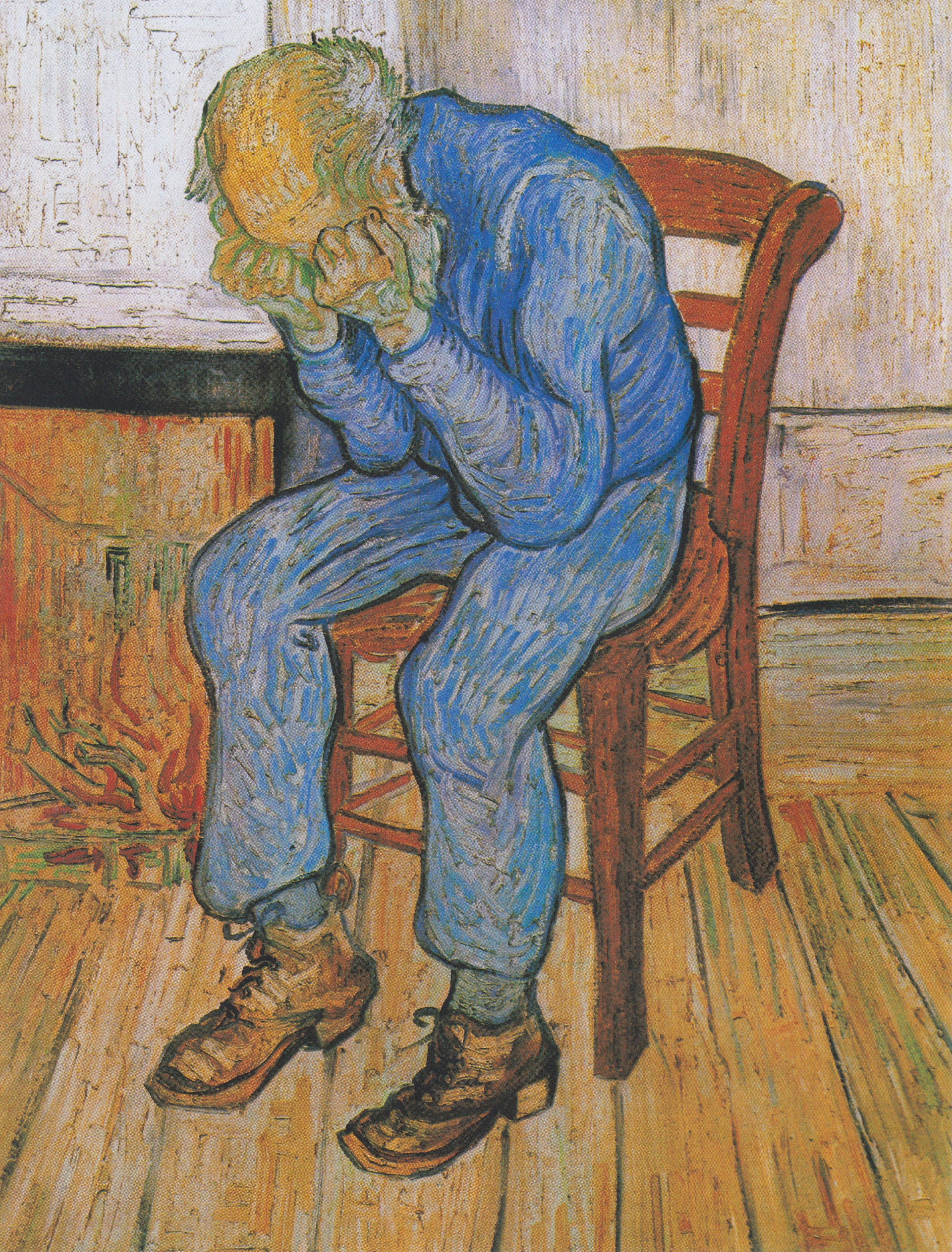
Vincent van Gogh, 1890. Muzeul Kröller-Müller. La poarta eternității.

Pictorul impresionist Vincent van Gogh a scris în 1878 într-o scrisoare către fratele său Theo că „niciodată să nu lași să ți se stingă ardoarea din suflet, dimpotrivă, s-o întețești. Iar cine păstrează sărăcia în sine, și-o iubește, acela se află în stăpânirea unui nemăsurat tezaur și-și va auzi întotdeauna, cu limpezime, vocea conștiinței. Cine aude și dă ascultare acestui glas lăuntric, care este cel mai de preț dar făcut nouă de Dumnezeu, pănă la urmă găsește în el un prieten și nu e niciodată singur”.
Filmul lui Ingmar Bergman din 1957, A șaptea pecete, descrie călătoria unui cavaler medieval  (Max von Sydow) deziluzionat de cruciade („ce se va întâmpla cu aceia dintre noi care doresc să creadă, dar nu sunt în măsură să o facă?“) într-un peisaj în care domina ciuma, angajându-se într-un joc de șah cu personificarea Morții până când acesta poate efectua un act altruist semnificativ de conștiință (răsturnarea tablei de șah pentru a distrage Moartea suficient de mult timp pentru ca o familie de acrobați să fugă).
În 1942 filmul Casablanca se centrează pe dezvoltarea conștiinței în cinicul american Rick Blaine (Humphrey Bogart) în fața oprimării de către naziști și a exemplului liderului rezistenței Victor Laszlo.
Scenariul lui David Lean și Robert Bolt pentru Doctor Jivago (o adaptare a romanului lui Boris Pasternak) se concentrează puternic pe conștiința unui doctor-poet în plină Revoluție Rusă (la sfârșit „zidurile inimii sale erau ca hârtia”).
Filmul lui Ridley Scott din 1982, Vânătorul de recompense, se concentrează pe luptele de conștiință dintre și în interiorul unui vânător de recompense și un android replicant renegat dintr-o societate viitoare care refuză să accepte că formele de inteligență artificială pot avea atribute ale ființei, precum conștiința.

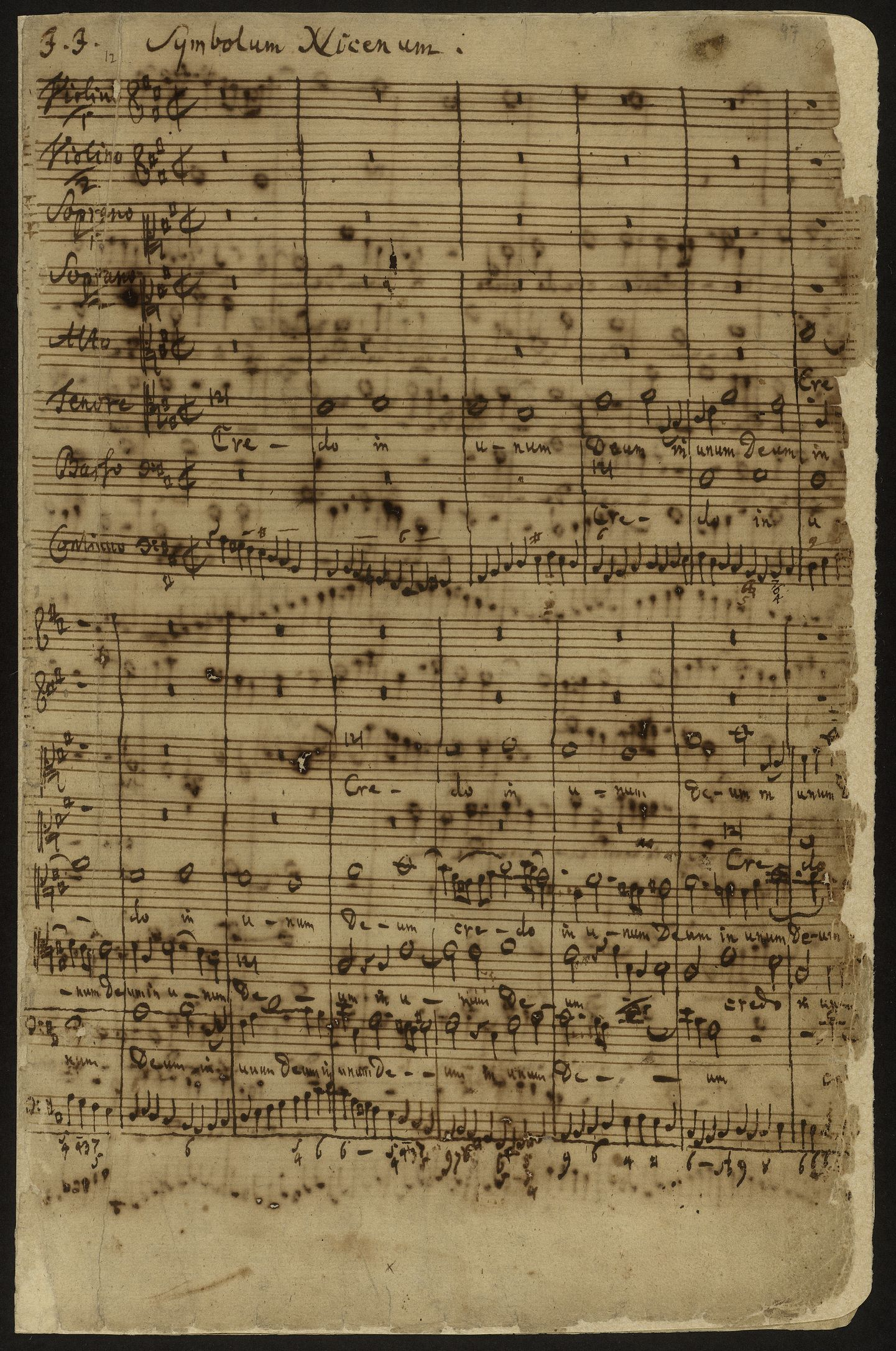
J.S. Bach. Pagina originală din secțiunea Credo (Symbolum Nicenum) a Liturghiei în si minor

Johann Sebastian Bach a scris ultima sa mare compoziție corală Missa în si minor (BWV 232) pentru a exprima emoțiile alternante de singurătate, disperare, bucurie și extaz care apar atunci când conștiința reflectă asupra trecutului unei întregi vieți umane. Aici, folosirea de către J.S. Bach a contrapunctului și a setărilor contrapuntice, discursul său dinamic de voci distincte melodic și ritmic care caută iertarea păcatelor („Qui tollis peccata mundi, miserere nobis”), evocă o conversație morală a întregii umanități care își exprimă convingerea asupra faptului că „cu muzica religioasă, Dumnezeu este întotdeauna prezent în harul său”. Meditațiile lui Ludwig van Beethoven despre boală, conștiință și moarte în „Cvartete de coarde târzii” au condus la dedicarea celei de-a treia mișcări a Cvartetului de coarde în la minor (1825) Op. 132 ca „Imn de sfântă recunoștință a unui convalescent către divinitate”.
Piesa Imagine a lui John Lennon datorează o mare parte din popularitate evocării conștiinței împotriva atrocităților create de război, fundamentalism religios și politică. În filmul din 1986 Misiunea, conștiința vinovată și pocăința comerciantului de sclavi Mendoza este accentuată de muzica de oboi obsedantă a lui Ennio Morricone („Pe Pământ așa cum este în Rai”). Piesa Sweet Lullaby de la Deep Forest se bazează pe un cântec de leagăn tradițional în limba baeggu din Insulele Solomon numit „Rorogwela” în care un tânăr orfan este consolat ca un act de conștiință de către fratele său mai mare.
Societatea Americană a Jurnaliștilor și Autorilor prezintă premiul conștiință-în-mass-media pentru jurnaliști pe care societatea îi consideră demni de a demonstra „angajament singular la cele mai înalte principii de jurnalism, la costuri personale notabile sau sacrificiu“.
Premiul „Ambasador al Conștiinței”, cel mai prestigios premiu al Amnesty International pentru drepturile omului, se inspiră dintr-o poezie scrisă de poetul irlandez Seamus Heaney, laureat Nobel, numită „Republica conștiinței”. Printre câștigătorii premiului se numără: Malala Yousafzai, cântărețul și activist pentru justiție socială Harry Belafonte, muzicianul Peter Gabriel (2008), Nelson Mandela (2006), trupa rock irlandeză U2 (2005), Mary Robinson și Hilda Morales Trujillo (activistă pentru drepturile femeilor din Guatemala) (2004) și scriitorul Václav Havel (2003).